# Мартин, Вивиан
Ви́виан Ма́ртин (англ. Vivian Martin; 22 июля 1891 или 22 июля 1893, Sparta, Мичиган — 16 марта 1987, Нью-Йорк, Нью-Йорк) — американская актриса театра и немого кино.

## Биография
Вивиан Мартин родилась 22 июля 1893 года в деревне Спарта (штат Мичиган, США). Вскоре после рождения переехала с родителями в Нью-Йорк и с восьми лет начала играть на бродвейских подмостках, с 1914 года — сниматься в кино. Её кино-карьера продолжалась всего семь лет, за которые она появилась в 42 фильмах (после были ещё разовые съёмки в трёх фильмах 1925, 1927 и 1935 годов), но почти всегда в главных ролях. Работала на киностудиях World Film Company, Famous Players Film Company и под конец карьеры немного на Fox Film Corporation. Амплуа — эмоциональные, очаровательно милые или наивные мадемуазели, беспризорницы, модели, деревенские девушки и дебютантки. Имела прозвища «Возлюбленная мира» (англ. The world's sweetheart) и «Дрезденская фарфоровая статуэтка» (англ. The Dresden China Figurine), а некоторыми критиками даже оценивалась как соперница великой Мэри Пикфорд. В начале 1920-х годов основала собственную продюсерскую компанию и выпускала фильмы через Goldwyn Pictures. Вскоре у Мартин возникли проблемы с оплатой аренды, и хотя в итоге вопрос был улажен в досудебном порядке, её репутация среди коллег была подпорчена, и ей пришлось продать дело.
В 1921 году Мартин окончила карьеру киноактрисы и вернулась на сцену, которую практически бросила на семь лет; на Бродвее она играла минимум до 1929 года.
Последние годы жизни занималась филантропией, тесно сотрудничала с Профессиональной детской школой. Вивиан Мартин скончалась 16 марта 1987 года в Нью-Йорке.
Личная жизнь
В мае 1913 года 19-летняя Мартин вышла замуж за 37-летнего актёра театра и немого кино Уильяма Джефферсона (1876—1946). До 1926 года последовал развод.

В 1926 году вышла замуж второй раз, её избранником стал Артур Сэмюэлс — редактор журналов The New Yorker и Harper’s Bazaar. Брак продолжался до самой смерти мужа в 1938 году. Больше актриса официально замужем никогда не была. Детей ни от одного из браков не было.

## Бродвейские работы
- 1901 — Том Мур / Tom Moore — Лиззи
- 1911 — Единственный сын / The Only Son — Гертруда Брейнерд
- 1912 — Офицер 666 / Officer 666 — Сэди Смолл
- 1913—1914 — Брачная игра / The Marriage Game — миссис Апдеграфф
- 1921 — Молодожёны / Just Married — мисс Роберта Адамс
- 1923—1924 — Дикие Уэсткотты / The Wild Westcotts — Агата Уэсткотт
- 1926 — Щенячья любовь / Puppy Love — Джин Брент
- 1927 — Черви козыри / Hearts Are Trumps — Арлетта Милуа
- 1927 — Наполовину вдова / Half a Widow — Антуанетта
- 1927 — Каста[англ.] / Caste — Джин Фаркуа
- 1928 — Защита миссис Дейн[англ.] / Mrs Dane's Defence — Джанет
- 1928 — Шерлок Холмс[англ.] / Sherlock Holmes — Элис Фолкнер
- 1929 — Выйти замуж за этого мужчину / Marry the Man — Молли Джеффрис

## Избранная фильмография
- 1914 — Кольцо желаний: Идиллия старой Англии[англ.] / The Wishing Ring: An Idyll of Old England — Салли, дочь священника
- 1915 — Бабочка на колесе[англ.] / The Butterfly on the Wheel — Пегги Адмастон
- 1916 — Просто Мэри Энн[англ.] / Merely Mary Ann — Мэри Энн
- 1916 — Более сильная любовь[англ.] / The Stronger Love — Нелл Сервисс
- 1916 — Сын её отца[англ.] / Her Father's Son — Франсис Флетчер
- 1917 — Поцелуй для Сьюзи[англ.] / A Kiss for Susie — Сьюзи Нолан
- 1917 — Маленькая мисс Оптимистка[англ.] / Little Miss Optimist — Мейзи-Роузи Карден
- 1917 — Нарушительница спокойствия[англ.] / The Trouble Buster — Мишелна Либелт
- 1917 — Тропа Заката[англ.] / The Sunset Trail — Бесс Эйкен
- 1917 — Молли запуталась[англ.] / Molly Entangled — Молли Шоун
- 1917 — Прекрасный варвар[англ.] / The Fair Barbarian — Октавия Бассетт
- 1918 — Невостребованный товар[англ.] / Unclaimed Goods — Бетси Бёрк
- 1918 — Вивьетта[англ.] / Viviette — Вивьетта
- 1918 — Её страна — первая[англ.] / Her Country First — Дороти Грант
- 1918 — Миранди улыбается[англ.] / Mirandy Smiles — Миранди Джадкинс
- 1919 — Джейн идёт свататься[англ.] / Jane Goes A-Wooing — Джейн Нилл
- 1919 — Ты никогда не видел такую девушку[англ.] / You Never Saw Such a Girl — Марти МакКензи
- 1919 — Маленький товарищ[англ.] / Little Comrade — Женевьева Резерфорд Хейл
- 1919 — Девушка из родного городка[англ.] / The Home Town Girl — Нелл Фэншоу
- 1919 — Невинная авантюристка[англ.] / An Innocent Adventuress — Линди
- 1919 — Луизиана[англ.] / Louisiana — Луизиана Роджерс
- 1919 — Третий поцелуй[англ.] / The Third Kiss — Мисси
- 1920 — Песнь души[англ.] / The Song of the Soul — Барбара Сифорт
- 1921 — Простите мой французский[англ.] / Pardon My French — Полли
- 1935 — Фоли-Бержер[англ.] / Folies Bergère de Paris — билетёрша (в титрах не указана)

- С Блинном Холбруком в фильме «Бабочка на колесе[англ.]» (1915)
- На коллекционных игральных картах 1916 года
- С Фрэнком Ллойдом в фильме «Более сильная любовь[англ.]» (1916)
- В фильме «Маленькая мисс Оптимистка[англ.]» (1917)
- На постере фильма «Невостребованный товар[англ.]» (1918)
- В рекламе фильма «Невинная авантюристка[англ.]» (1919)
- В рекламе фильма «Девушка из родного городка[англ.]» (1919)
- С Фрицем Лейбером в фильме «Песнь души[англ.]» (1920)
- Фото 1921 года